# Knopfakkordeon

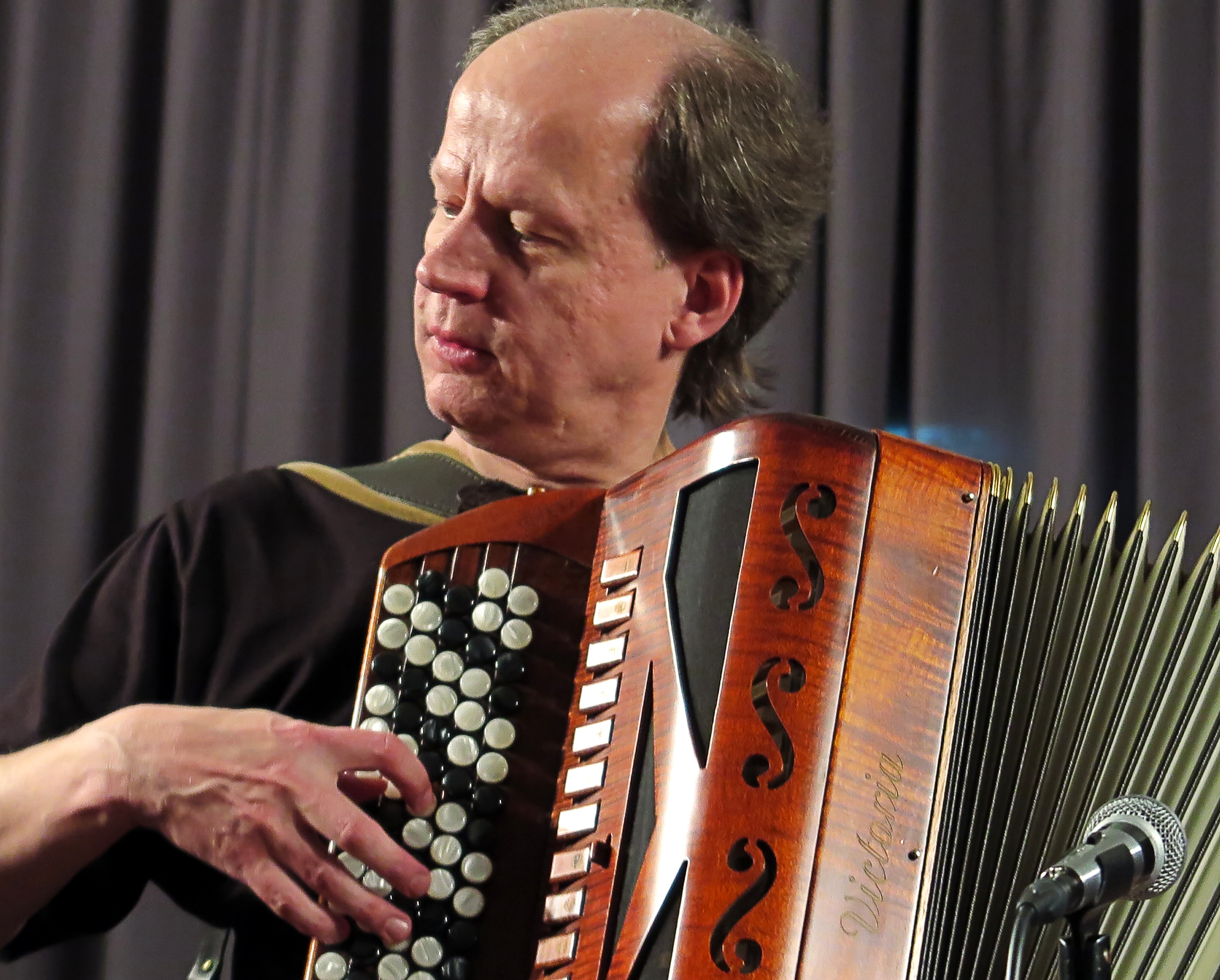
Rudi Zapf am Knopfakkordeon

Das Knopfakkordeon (englisch button accordion, BA), auch Knopfgriff-Akkordeon oder Knopfharmonika genannt, ist ein Akkordeon, bei dem nicht nur der Bass, sondern auch der Diskant mit Knöpfen gespielt wird. Im Unterschied dazu hat das Pianoakkordeon (englisch piano accordion, PA) auf der linken Seite Knöpfe für den Bass und auf der rechten Seite Tasten (wie beim Klavier) für den Diskant.
Die Bezeichnung bezieht sich sowohl auf das chromatische Knopfakkordeon als auch auf das diatonische Akkordeon.
Varianten des chromatischen Knopfakkordeons sind das Bajan als osteuropäische Form und sein historischer Vorläufer, die in Wien gebaute Schrammelharmonika.

## Abgrenzung
Das vor allem als Tango-Instrument bekannte Bandoneon ist ebenfalls ein Handzuginstrument mit Knöpfen auf beiden Seiten, im Unterschied zum Akkordeon hat es aber keine abgewinkelte Tastatur. Außerdem können mit dem Bandoneon keine mechanisch voreingestellten Akkorde gespielt werden, sondern nur Einzeltöne. Das Bandoneon wird deshalb nicht zu den Knopfakkordeons gezählt.